# Avidius Cassius
Gaius Avidius Cassius (n. 130 d.Hr., Cirus⁠(d), Guvernoratul Alep, Siria – d. 175 d.Hr., Egipt, Imperiul Roman de Răsărit) a fost un general roman și uzurpator. S-a născut în Cirus (citit chirus), în Siria.